# 鸟翼裳凤蝶
鸟翼裳凤蝶（学名：Troides amphrysus）一种分布于东南亚地区的大型蝴蝶，隶属于凤蝶科裳凤蝶属。

## 亚种[2]
- 暗红亚种 T.amphrysus ruficollis（Butler，1877）：缅甸，泰国、马来半岛、新加坡
- 凌加卫岛亚种 T.amphrysus naokoae（Morita，1996）：马来西亚凌加卫岛
- 马来西亚亚种 T.amphrysus arkumene（Hayami，1994）：马来西亚刁曼岛、柏芒吉岛、奥尔岛
- 苏门答腊亚种 T.amphrysus euthydemus（Fruhstorfer，1913）：印度尼西亚苏门答腊岛
- 锡默卢岛亚种 T.amphrysus simeuluensis（Ohya，1985）：印度尼西亚锡默卢岛、巴比岛
- 巴尼亚岛亚种 T.amphrysus astrea（Hayami，1992）：印度尼西亚巴尼亚群岛
- 尼亚斯岛亚种 T.amphrysus niasicus（Fruhstorfer，1897）：印度尼西亚尼亚斯岛
- 明打威岛亚种 T.amphrysus vistara（Fruhstorfer，1906）：印度尼西亚巴都群岛、明打威群岛
- 指名亚种 T.amphrysus amphrysus（Cramer, 1782）：印度尼西亚爪哇岛、巴厘岛
- 淡美兰岛亚种 T.amphrysus perintis（Kobayashi, 1986）：印度尼西亚淡美兰群岛
- 哲马贾岛亚种 T.amphrysus kuris（Kobayashi et Hayami, 1987）：印度尼西亚阿南巴斯群岛
- 纳土纳亚种 T.amphrysus chrysomelas（Parrott et Schmid, 1984）：印度尼西亚纳土纳群岛
- 加里曼丹亚种 T.amphrysus flavicollis（Druce, 1873）：马来西亚沙巴、印度尼西亚加里曼丹
- 文莱亚种 T.amphrysus actinotia（Jordan, 1909）：文莱、马来西亚沙捞越、印度尼西亚加里曼丹
- 卡里马塔岛亚种 T.amphrysus ilbert（Hayami, 1992）：印度尼西亚卡里马塔岛
- 克奇尔岛亚种 T.amphrysus kecilensis（Schäffle, 1999）：印度尼西亚克奇尔岛